# Muzeum Miejskie w Hajsynie
Muzeum Miejskie w Hajsynie – muzeum krajoznawcze w Hajsynie w obwodzie winnickim na Ukrainie, założone w 1995. 
Kolekcja muzeum obejmuje ponad 1300 pozycji. Podstawą kolekcji muzeum są przykłady broni z czasów II wojny światowej, wojskowe ubrania, elementy miejskiego i wiejskiego życia w XX wieku, ikony, ukraińska sztuka i rzemiosło.